# Wasserzell (Eichstätt)
Wasserzell è un antico comune bavarese incorporato nella città di Eichstätt, Landkreis di Eichstätt con la riforma amministrativa comunale bavarese che ebbe luogo tra il 1971 ed il 1980. 

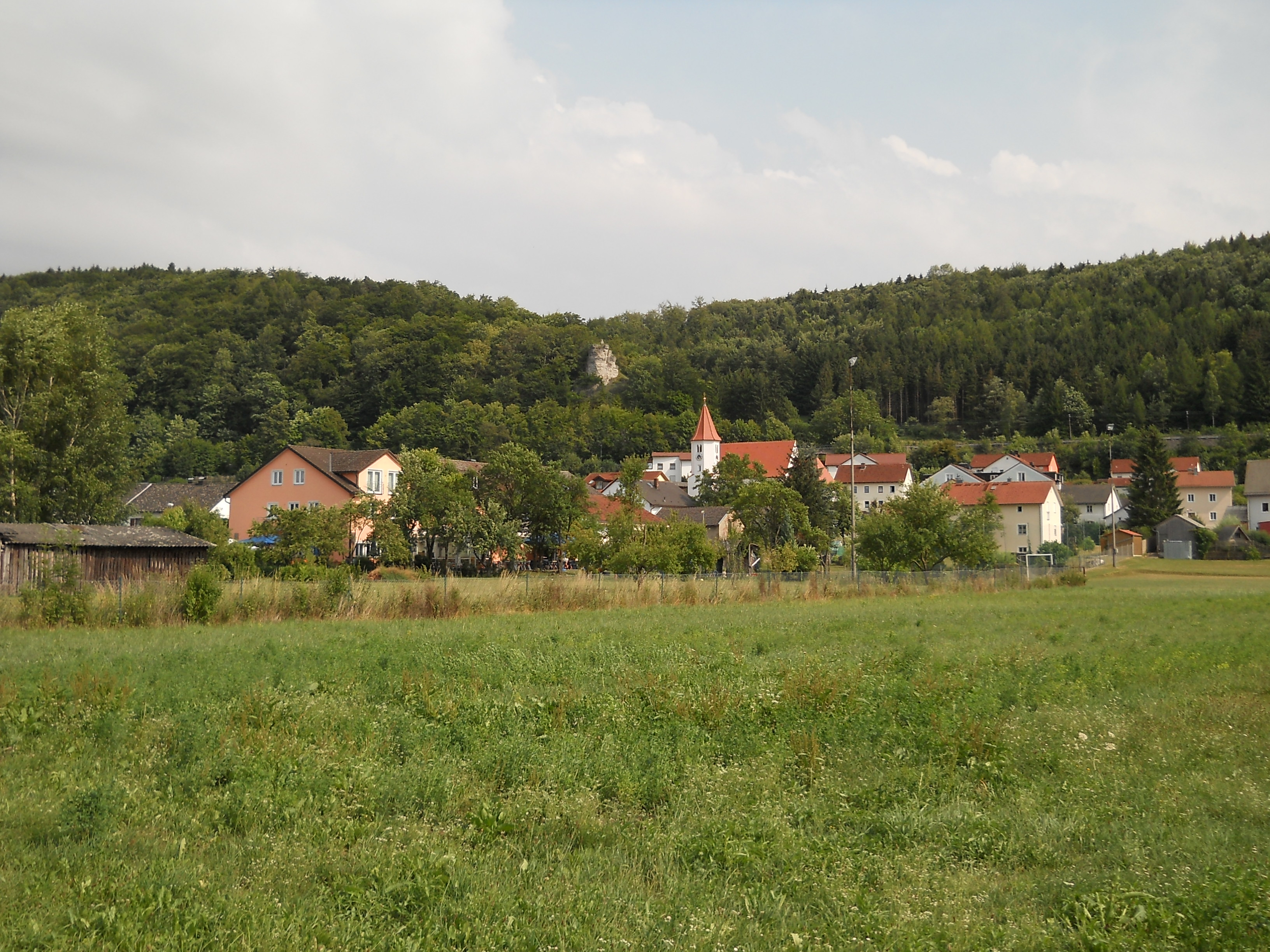
Wasserzell di Eichstätt

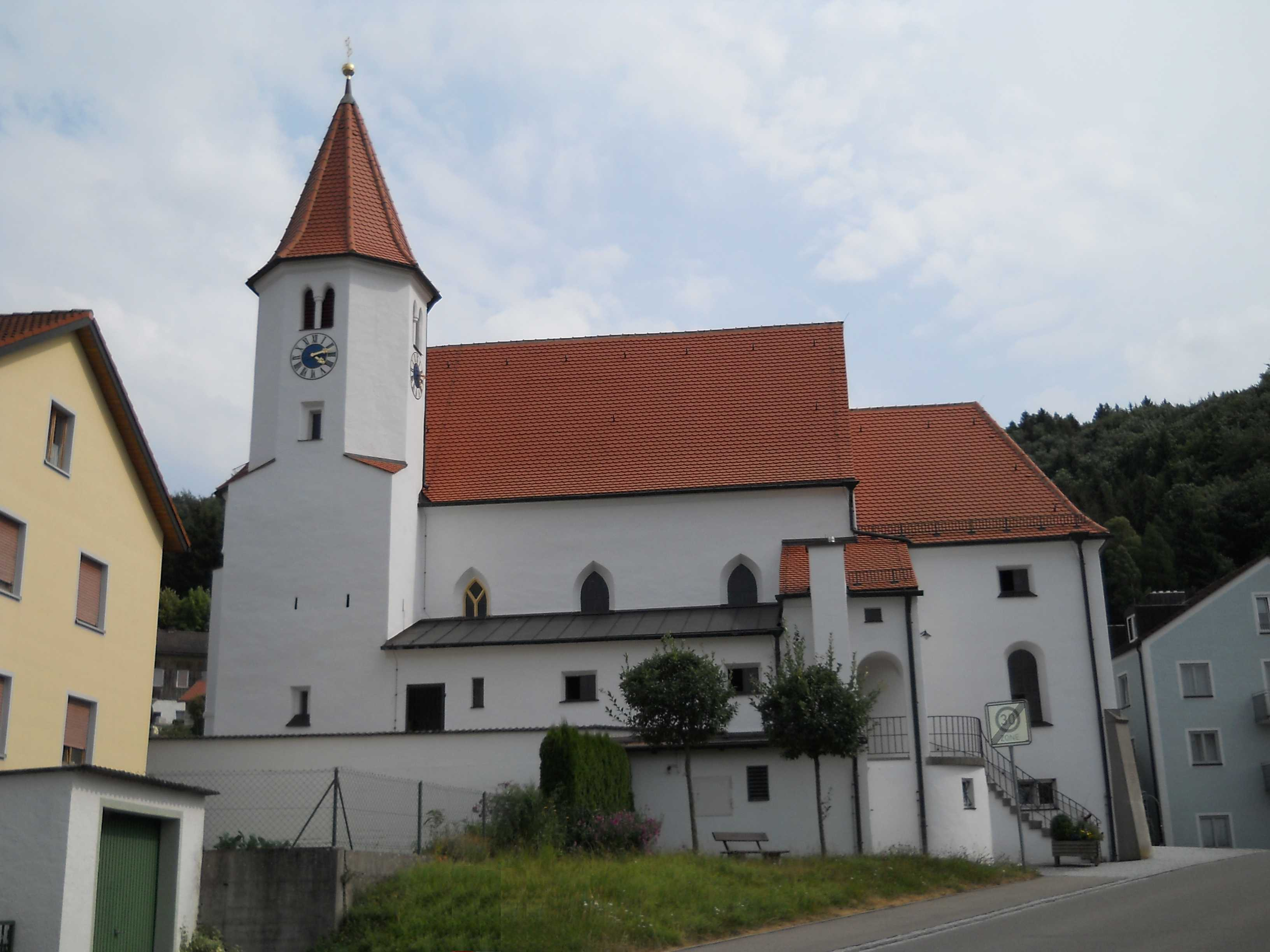
Chiesa

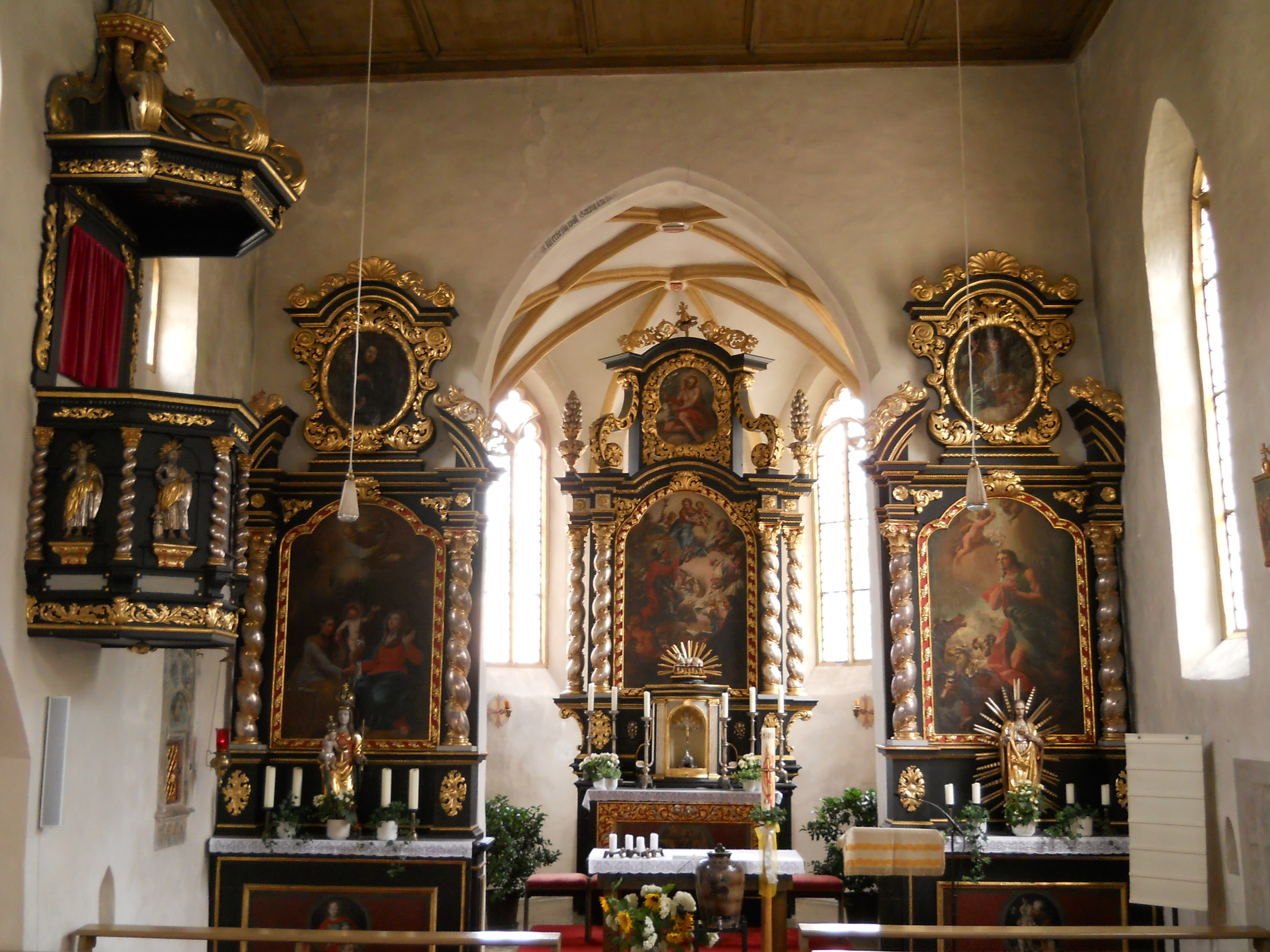
Kircheninneres

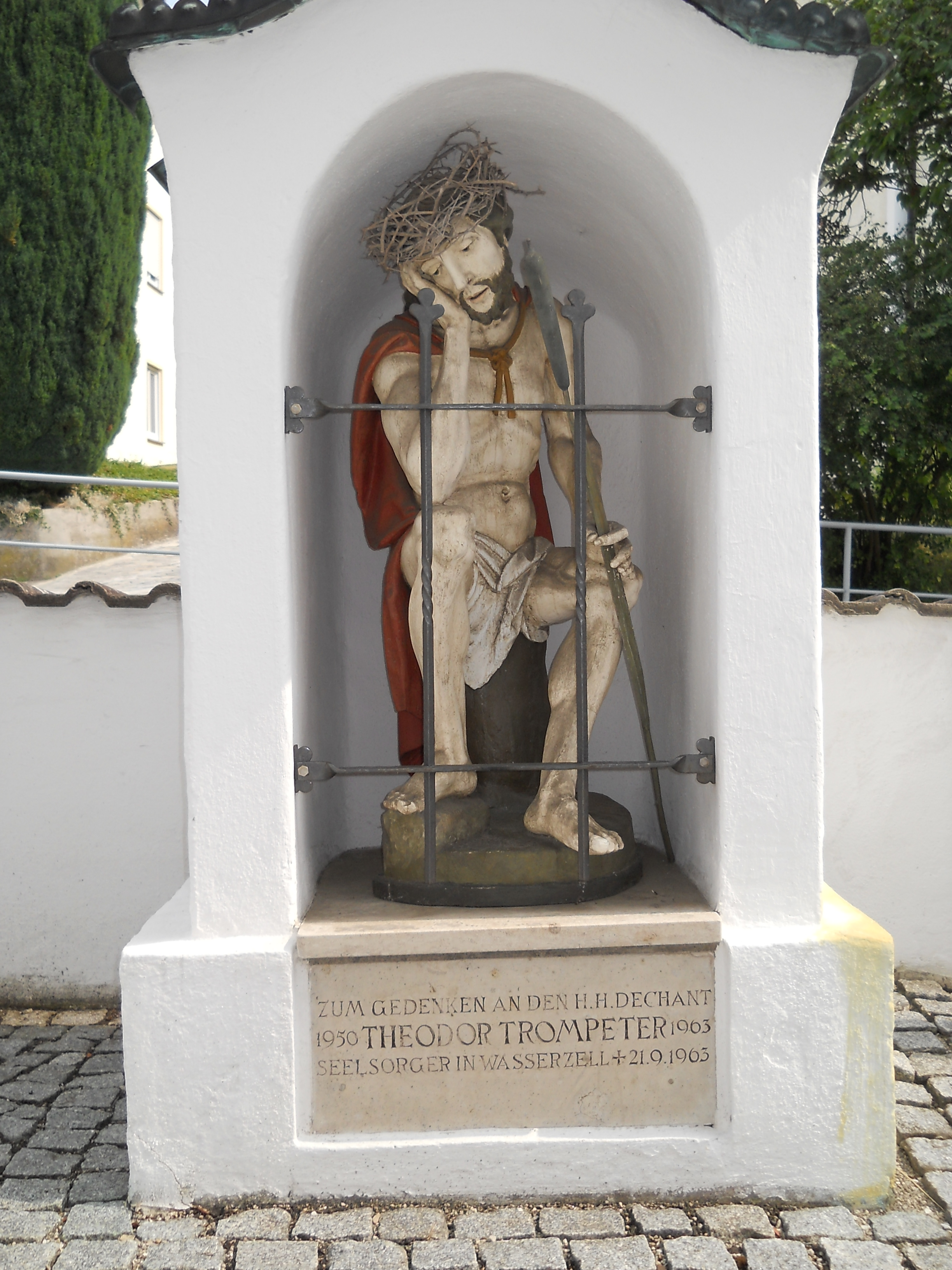
Cimitero, Cristo in riposo

## Località
Wasserzell si stende sulla riva meridionale del fiume Altmühl. Esso si raggiunge dalla strada statale 2230 passando sul fiume Altmühl. Una pista ciclabile raggiunge direttamente Wasserzell dalla valle dell'Altmühl.

## Storia
Sull'altura che domina Wasserzells è dimostrata l'esistenza di un tratto di muro di difesa di origine preistorica.
L'attuale frazione di Eichstätt consisteva nell'Oberwasserzell e nell'Unterwasserzell. Quest'ultimo, fondato nel X od XI secolo, portava originariamente l'indicazione di  Richoluescelle; nel 1196 venne nominato signore di Eichstätt un certo Otto de Celle.
Il territorio a valle di Eichstätt, nel quale si trova Wasserzell, fu fino alla fondazione del Convento agostiniano di Rebdorf, nel 1156, patrimonio del regno. Più tardi i vescovi si divisero quest'ultimo e l'Abbazia di Santa Valpurga. Nel 1216 tra la parrocchia del duomo e il convento di Rebdorf si giunse ad un accordo per soddisfare i diritti della parrocchia.
Nel 1446 viene citato un pellegrinaggio. Nel 1633, durante la guerra dei trent'anni, Wasserzell venne saccheggiata.
Nel 1885 Wasserzell ottenne un allacciamento alla ferrovia (tratto secondario Eichstätt-Stazione – Eichstätt Città). Nel 1934 la ferrovia, a scartamento normale fu sostituita da una a scartamento ridotto. Il tratto conduceva nella direzione della stazione ferroviaria attraverso un tunnel sotto lo Schneckenberg.
Dal 1996 in Wasserzell il programma scolare è condotto secondo il Metodo Montessori.
Nel 2009 il sistema di regolazione delle acque del fiume Altmühl degli anni venti presso Wasserzell, venne ristrutturato..

## Demografia
Il numero degli abitanti nel 1741 era di 341, nel 1830 di 276, nel 1937 di 364, nel 1983 di 463 e nel 2007 di 422.

## Da vedere
- Kath. Chiesa non parrocchiale dedicata a Maria ed ai Santi ausiliatori; tardogotica, eretta sotto il principe vescovo Guglielmo di Reichenau  (1464-1496); volta a crociera nel coro a due campate.
- Steib-Kapelle, con statua del Cristo in riposo
- Cappella commemorativa del decano Theodor Trompeter, anch'essa con statua di Cristo in riposo
- Busto in pietra del XVII secolo dall'ex Orto Botanico di Willibaldsburg Eichstätt, denominato "Napoleone", sopra Wasserzells, su una roccia del Giura

## Associazioni
- Freiwillige Feuerwehr Wasserzell (dal 1881)
- Krieger- und Hinterbliebenenkameradschaft Wasserzell (dal 1922; Kriegerdenkmal „St. Georg als Drachentöter“ dal 1931 di Heinz Hensch nel nuovo cimitero)
- Sportclub Wasserzell (dal 1924)